# 일류신 Il-28

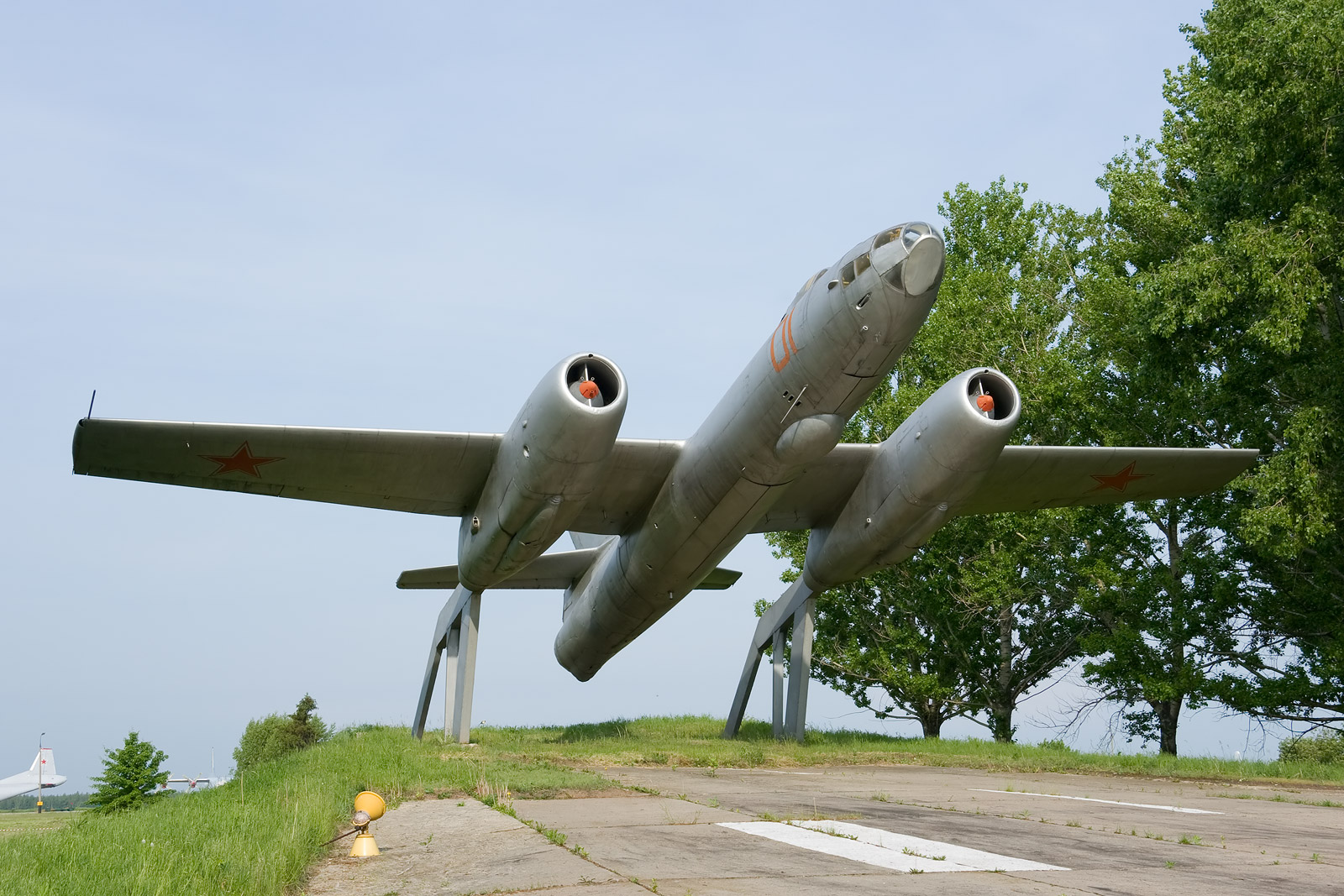
소련 공군의 일류신 Il-28

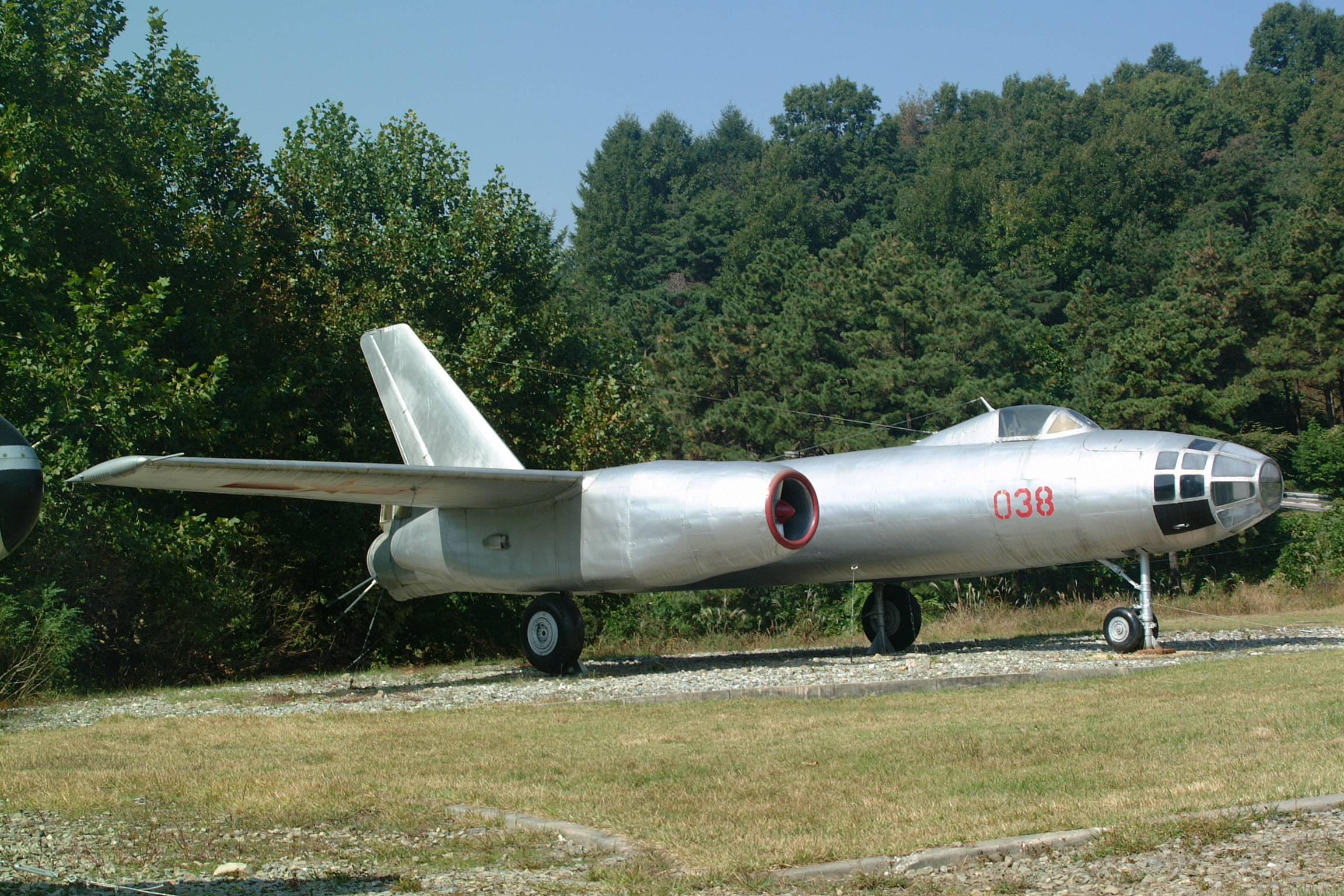
중국 인민해방군 공군의 하얼빈 굉-5

일류신 Il-28은 소련 공군용 제트 엔진 폭격기이다. 중국이 면허생산을 하여 하얼빈 굉-5 (H-5) 라고 부른다. 소련은 총 6,316 대를 제작했다. 중국은 319 대 이상을 제작했다. 훈련기인 HJ-5는 187대 제작되었다. 40년이 지난 1990년대에도 여러 국가에서 수백대가 운용 중이며, 북한도 운용 중이다.

## KN-01 미사일
2008년 10월 7일 조선민주주의인민공화국이 서해 상공에서 일류신 Il-28 경폭격기를 이용해 공대함 단거리 미사일 2발을 발사한 것으로 알려졌다. 북한은 일류신 Il-28 경폭격기를 80여대 보유하고 있으며 폭격기 전대를 이뤄 운용 중이다. 한국군은 조선민주주의인민공화국이 남측에 핵공격을 할 경우 이 폭격기를 최우선적으로 사용할 것으로 보고 있다.
북한에 많기는 하지만 고물이다. F-4 팬텀보다 폭장량이 적을 정도라 폭격기라는 이름이 우스울 정도다.
한국군 관계자들은 이 미사일이 KN-01 미사일을 개조한 공대함 미사일일 것으로 추정하며, 이 미사일이 조선민주주의인민공화국의 병력 수송용 비행기인 AN-2에서 발사됐을 것이라는 추측을 내놓기도 하였다. 그러나 이에 대한 군사전문가들의 비판이 많다.

## 사용국가

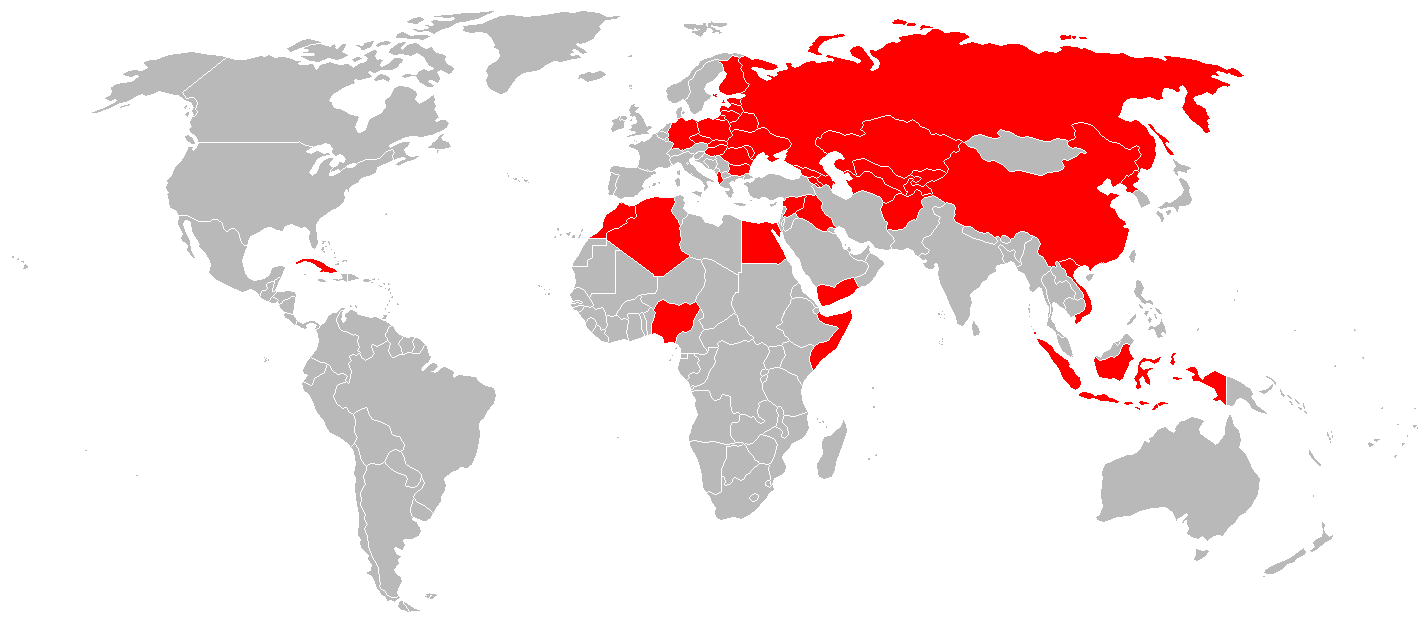
사용국가

아프가니스탄
 알바니아
 알제리
 불가리아
 중국
 쿠바
 체코슬로바키아
 동독
 이집트
 핀란드
 헝가리
 인도네시아
 이라크
 모로코
 나이지리아
 조선민주주의인민공화국
 폴란드
 루마니아
 소말리아
 예멘
 소련
 시리아
 베트남

## 같이 보기
- 노스아메리칸 B-45 토네이도